# ماثيو ماكولاي
ماثيو ماكولاي (بالإنجليزية: Matthew Macaulay)‏ هو كاتب أغاني بريطاني، ولد في 29 فبراير 1984 في مانشستر في المملكة المتحدة.